# Østrup (Vesthimmerland)
Østrup is een klein dorp in de Deense regio Noord-Jutland. Het dorp maakt deel uit van de gemeente Vesthimmerland. De plaats telt 289 inwoners (2017). 
Østrup ligt aan de voormalige spoorlijn tussen Aalestrup en Løgstør. De spoorlijn werd in 2006 opgebroken. Het voormalige station is nog aanwezig.